# Sinduald
Sinduald (signifie en germanique "Gouverneur énergique" de Swinthe qui veut dire énergique et Wald qui veut dire gouverner), est un souverain barbare d'Italie du Nord d'origine hérule, vivant vers le milieu du VIe siècle.

## Présentation
Les seules sources le mentionnant sont l'« Histoire des Lombards » de Paul Diacre (fin du VIIIe siècle), et surtout, la « Guerre gothique » de Procope de Césarée (VIe siècle), contemporain des événements. Sinduald est qualifié par Paul Diacre de « roi des Brentes » (Brentii regem en latin), un peuple inconnu mais probablement une peuplade barbare, peut-être une fédération hétéroclite de plusieurs clans et tribus venus d'au-delà des Alpes. Il signale également l'origine hérule de Sinduald, mentionnant le fait qu'il est un descendant - proche - des Hérules arrivés en Italie avec Odoacre dans la seconde moitié du Ve siècle.
Sinduald apparaît donc lors de la sanglante guerre gothique, ou la reconquête byzantine de l'Italie ostrogothique. Sinduald combat les Ostrogoths sous les ordres du général byzantin Narsès. Son animosité envers les Ostrogoths vient peut-être du conflit qui opposa Odoacre au grand roi Théodoric.
Si Sinduald se montre loyal au début, il finit néanmoins par se rebeller contre Byzance une fois la guerre terminée (553), cherchant peut-être à obtenir plus de pouvoir sur l'Italie, notamment dans le Nord. Il est soumis par Narsès dans les environs de Trente : capturé, il est mis à mort, exécuté par pendaison (vers 565).

## Sources
- Procope de Césarée
- Paul Diacre